# 約翰·T·諾克斯
約翰·辛格爾·諾克斯（英語：John Theryll Knox；1924年9月30日—2017年4月4日），是美國的民主黨政治人物和律師，前加利福尼亚州众议院議員。

## 生平
諾克斯於內華達州雷諾出生，1929年隨父母搬到加州；二次大戰期間在美國陸軍航空軍服役。戰後，他在西方學院獲得學士學位，也在加州大学哈斯汀法学院獲得法律學位。1953年起，他加入加州的律師業務，在列治文開始執業。
2017年4月4日，諾克斯在列治文的醫院因長期病患去世。

## 紀念
580號州際公路其中一段被命名為約翰·T·諾克斯高速公路（John T. Knox Freeway）。